# Australia en los Juegos Olímpicos de Los Ángeles 1932
Australia estuvo representada en los Juegos Olímpicos de Los Ángeles 1932 por un total de 13 deportistas que compitieron en 6 deportes.  
El portador de la bandera en la ceremonia de apertura fue el nadador Boy Charlton.

## Medallistas
El equipo olímpico australiano obtuvo las siguientes medallas:
| Nombre         | Deporte           | Competición           |
| -------------- | ----------------- | --------------------- |
| Oro            |                   |                       |
| Edgar Gray     | Ciclismo en pista | 1000 m contrarreloj M |
| Clare Dennis   | Natación          | 200 m braza F         |
| Robert Pearce  | Remo              | Scull ind. (M1x) M    |
| Plata          |                   |                       |
| Bonnie Mealing | Natación          | 100 m espalda F       |
| Bronce         |                   |                       |
| Edward Scarf   | Lucha libre       | 87 kg M               |